# Casimir Johannes Prinz zu Sayn-Wittgenstein-Berleburg
Casimir Johannes Ludwig Otto Prinz zu Sayn-Wittgenstein-Berleburg (* 22. Januar 1917 in Frankfurt am Main; † 21. Februar 2010 in Hamburg) war ein deutscher Unternehmer und Politiker der CDU.

## Leben und Familie
Sayn-Wittgenstein-Berleburg war das dritte von insgesamt fünf Kindern seines Vaters aus zwei Ehen. Seine Eltern Otto Konstantin Prinz zu Sayn-Wittgenstein-Berleburg (1878–1955) und Elisabeth Prinzessin zu Löwenstein-Wertheim-Freudenberg (1890–1963) ließen sich 1923 scheiden. 1930 heiratete die Mutter den Unternehmer Richard Merton. So wuchs Prinz zu Sayn-Wittgenstein-Berleburg als Stiefsohn des sozialreformerischen Merton auf, eines jüdischen Unternehmers, dessen Vater Wilhelm die Metallgesellschaft AG in Frankfurt gegründet hatte. Seine Brüder waren Franz (1910–2001), der Landeskonservator von Bayern war, August-Richard (1913–1939), der in Berlin von der Gestapo ermordet wurde, und Gottfried (1920–1941), der Ende des dritten Kriegsjahres in Russland fiel. Seine Halbschwester Alexandra (1932–2020) war mit dem Zahnarzt Ortwin Beck (1915–1995) verheiratet.
Sayn-Wittgenstein-Berleburg heiratete am 21. April 1939 die Hamburger Unternehmerstochter Ingrid Alsen (1915–1966), die bei einem Autounfall ums Leben kam; die Ehe wurde am 18. Oktober 1949 geschieden. Kinder aus dieser Ehe sind Christian-Peter Prinz zu Sayn-Wittgenstein-Berleburg (* 1940), der ehemalige Aufsichtsratsvorsitzende der Villeroy & Boch AG in Mettlach an der Saar, und  Leonille-Elisabeth Fürstin zu Ysenburg und Büdingen (* 1941). Am 1. Mai 1950 heiratete er die Britin Iris Ryle (1917–2004) in London, die Ehe wurde am 6. Mai 1987 in Frankfurt am Main geschieden. Aus dieser Ehe gingen die beiden Söhne Richard-Casimir Prinz zu Sayn-Wittgenstein-Berleburg (* 1952) und  John-Charles Prinz zu Sayn-Wittgenstein-Berleburg (* 1953) hervor. Am 13. Februar 1988 heiratete er in Nidda Beatrix von Eichel (* 1942). Diese Ehe blieb kinderlos.
Nach seinem Abitur wurde Sayn-Wittgenstein-Berleburg neun Monate für den Reichsarbeitsdienst verpflichtet. Er machte anschließend eine Lehre als Bankkaufmann und war bis 1949 Prokurist und Generalbevollmächtigter einer Zementfabrik. Von 1950 bis 1952 war er mit eigener Firma in London tätig, danach von 1953 bis 1982 in leitenden Funktionen der Frankfurter Metallgesellschaft AG, davon 22 Jahre lang stellvertretender Vorsitzender. Er war seit 1973 Vorsitzender und später Ehrenvorsitzender des Aufsichtsrates der Albingia-Versicherungs-AG. Prinz zu Sayn-Wittgenstein-Berleburg war Mitgründer und langjähriger Präsident des World Wildlife Fund in Deutschland sowie Stifter eines Musik-Lehrstuhls an der Universität Tel Aviv und von 1975 bis 1980 Präsident der Steuben-Schurz-Gesellschaft. Prinz zu Sayn-Wittgenstein-Berleburg lebte seit 2004 bis zu seinem Tod in Hamburg-Eppendorf.

## Politische Karriere
Sayn-Wittgenstein-Berleburg war seit 1970 in verschiedenen Positionen bei der CDU in Hessen engagiert. Von 1976 bis 1998 war er Landesschatzmeister der hessischen CDU. In den Jahren 1979 bis 1983 war Sayn-Wittgenstein-Berleburg Abgeordneter im Europaparlament.
Sayn-Wittgenstein-Berleburg war ein Vertreter des konservativen Flügels der CDU und fungierte gemeinsam mit dem ehemaligen Berliner Bürgermeister Heinrich Lummer über viele Jahre als (stellvertretender) Ehrenpräsident des rechts-konservativen Vereins Die Deutschen Konservativen, welcher von dem wegen Volksverhetzung vorbestraften Journalisten Joachim Siegerist geleitet wird und vom Verfassungsschutz als rechtsextrem eingestuft wurde. Wittgenstein war nach eigener Aussage mit Joachim Siegerist über 40 Jahre bekannt. Er war Mitglied des Vereins Atlantik-Brücke sowie Ehrenmitglied des Wirtschaftsrates der CDU.

## Verwicklung in die Spendenaffäre der Hessen-CDU
Sayn-Wittgenstein-Berleburg war von 1976 bis 1988 Schatzmeister der hessischen CDU. Im Jahr 2000 wurde seine Verwicklung in einen Spendenskandal der Hessen-CDU zu seiner Zeit als Schatzmeister öffentlich. Er hatte im Jahr 1983 gemeinsam mit dem späteren Bundesinnenminister Manfred Kanther und dem Finanzberater der Bundes-CDU Horst Weyrauch 20,8 Millionen Mark auf geheime Konten in der Schweiz geschafft. Anfang der 1990er Jahre wurde das Vermögen auf das Konto einer Liechtensteiner Stiftung mit dem Decknamen „Zaunkönig“ transferiert. Mehrfach ließ Sayn-Wittgenstein-Berleburg Millionenbeträge aus dem Ausland zurück in den Haushalt der hessischen CDU fließen. Von wo das Geld ursprünglich stammte, konnte bis heute nicht geklärt werden. Eine Vermutung ist, dass es sich um Gelder der „Staatsbürgerlichen Vereinigung“ handelt.
Als der Skandal öffentlich wurde, verbreitete Sayn-Wittgenstein-Berleburg die Legende, das Geld stamme aus „jüdischen Vermächtnissen“ an die Hessen-CDU. Der damalige Vorsitzende des Zentralrats der Juden in Deutschland, Paul Spiegel, äußerte, er sei darüber „tief empört“ und „zornig“. Der damalige sächsische Ministerpräsident Kurt Biedenkopf (CDU) nannte das Verhalten von Sayn-Wittgenstein-Berleburg „fast unerträglich“.
Sayn-Wittgenstein-Berleburg wurde gemeinsam mit dem ehemaligen Innenminister Manfred Kanther und Horst Weyrauch wegen Untreue angeklagt. Kanther und Weyrauch wurden verurteilt. Das Verfahren gegen Prinz zu Sayn-Wittgenstein-Berleburg wurde am 15. März 2004 abgetrennt und 2005 aus gesundheitlichen Gründen eingestellt.

## Schriften
- Was bleibt ist die Erinnerung. Memoiren, Edition Q, Berlin 2002, ISBN 978-3-86124-546-9.